# Paphiopedilum henryanum
Paphiopedilum henryanum es una especie  de la familia de las orquídeas. 

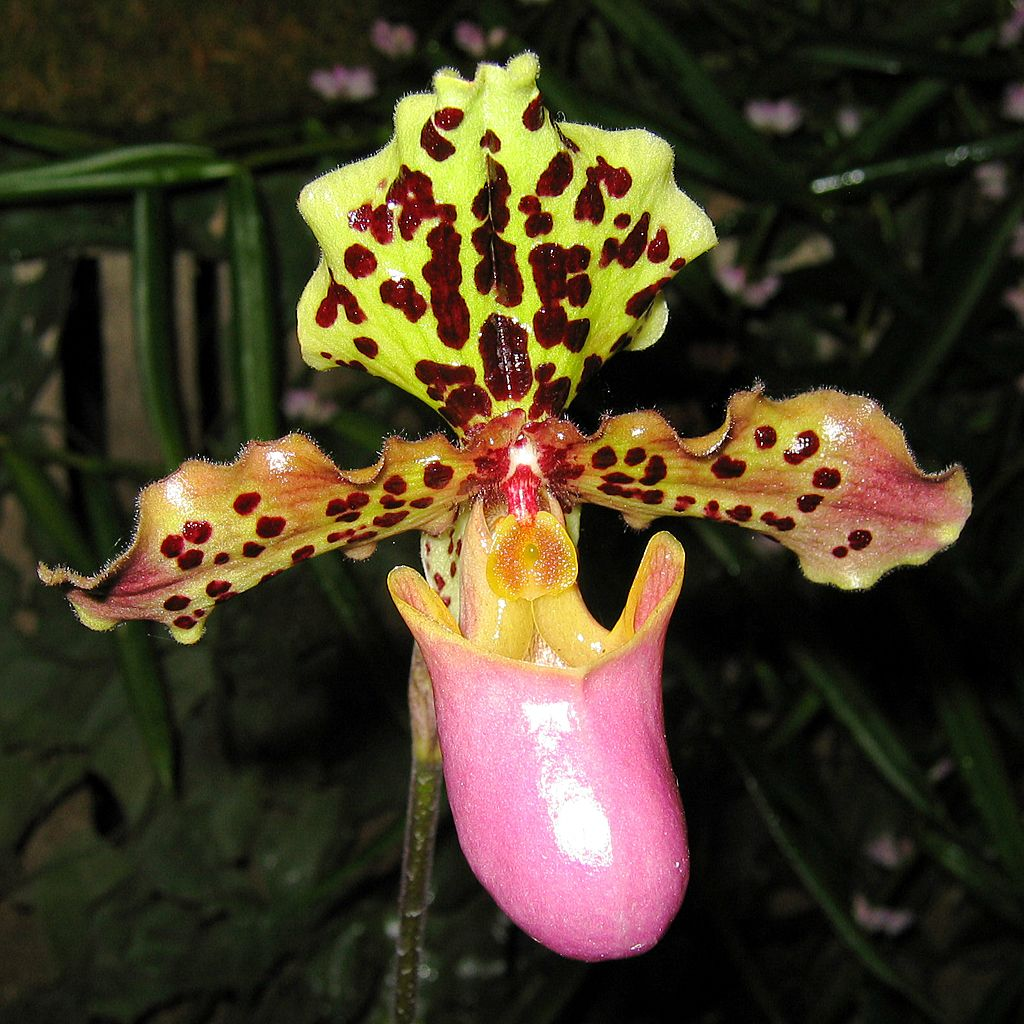
Detalle de la flor

## Descripción
Es una orquídea de tamaño pequeño. Con hábitos litofitas que prefiere el clima cálido. Tiene 3 a 6 hojas dísticas, lanceoladas o lineares liguladas, obtusas, bilobulbadas desiguales, de color verde oscuro brillante por encima, más pálido verde por debajo. Florece en una inflorescencia terminal, erguida, de 12 a 15 cm de largo, verde y púrpura marrón pubescente, que se produce  en el otoño y el invierno.

## Distribución y hábitat
Es una especie recién descubierta [1987] que se produce en todo el norte de China y en la frontera con Vietnam  a una altitud de  610 a 1400 metros de altura como una especie rara, se encuentra en los bosques semi-caducifolios, bosques abiertos de hoja ancha, mixtos y de coníferas, en el musgo, sobre  acantilados de piedra caliza empinados y altamente erosionados. 

## Taxonomía
Paphiopedilum henryanum fue descrita por Guido Jozef Braem y publicado en Schlechteriana 1(1): [4]. 1987.
Etimología
El nombre del género viene de « Cypris», Venus, y de "pedilon" = "zapato" ó "zapatilla" en referencia a su labelo inflado en forma de zapatilla.
henryanum; epíteto otorgado en honor de Henry, un recolector de  orquídeas irlandés.
Sinonimia
- Paphiopedilum chaoi Hua 1999
- Paphiopedilum dollii Luckel 1987
- Paphiopedilum henryanum f. album O.Gruss 2002
- Paphiopedilum henryanum f. christae (Braem) O.Gruss & Roeth 1999
- Paphiopedilum henryanum var. christae Braem 1991[3][4][1]